# Удмуртский государственный университет
Удму́ртский госуда́рственный университе́т (УдГУ, ранее Удмуртский государственный педагогический институт) — высшее учебное заведение в Ижевске, крупнейший центр высшего образования Удмуртской Республики. В состав университета входят 13 факультетов, 7 институтов, 18 научно-исследовательских лабораторий, 7 представительств, 134 кафедры, 19 учебно-деловых центров.

## История
25 марта 1931 года было принято постановление ВЦИК РСФСР «Об организации педагогического института имени 10-летия Вотской автономной области». 10 апреля того же года учебное заведение открылось в Ижевске (УГПИ). В 1958 году УГПИ был переведён из третьей категории в более высокую — вторую, с правом иметь аспирантуру.
В 1969 году в составе института работали факультеты: физико-математический, иностранных языков, естествознания, исторический, языка и литературы, художественно-графический, физвоспитания и спорта. Студенты в институте изучали общественные науки, цикл педагогических дисциплин: педагогика, психология, а также частные методики. Студенты проходили практику в школах и пионерских лагерях. В свободное от учёбы время могли заниматься в кружках художественной самодеятельности, в технических кружках и спортивных секциях.
5 марта 1971 года Совет министров СССР принял постановление об организации Удмуртского государственного университета в Ижевске.
19 апреля 1971 года приказом Министерства высшего и среднего специального образования СССР № 323 УГПИ был преобразован в Удмуртский государственный университет. 29 декабря 1972 года Указом Президиума Верховного Совета РСФСР вузу было присвоено звание 50-летия СССР Министерства высшего и средне-специального образования РСФСР.
С 20 сентября 2002 года университет носит название «Государственное образовательное учреждение высшего профессионального образования „Удмуртский государственный университет“». С 23 марта 2011 года — «Федеральное государственное бюджетное образовательное учреждение высшего профессионального образования „Удмуртский государственный университет“». С 19 апреля 2016 года — «Федеральное государственное бюджетное образовательное учреждение высшего образования „Удмуртский государственный университет“».

## Структура
- Институт истории и социологии
- Институт языка и литературы
- Институт удмуртской филологии, финно-угроведения и журналистики
- Институт физической культуры и спорта
- Институт педагогики, психологии и социальных технологий
- Институт искусств и дизайна
- Институт социальных коммуникаций
- Институт права, социального управления и безопасности
- Институт экономики и управления
- Институт естественных наук
- Институт математики, информационных технологий и физики
- Институт гражданской защиты
- Институт нефти и газа им. М. С. Гуцериева[3]

### Филиалы
- Филиал в Губкинском
- Филиал в Можге
- Филиал в Кудымкаре
- Филиал Нижней Туре
- Филиал в Воткинске

## Международная деятельность
Удмуртский государственный университет активно развивает международное партнёрство с зарубежными вузами и организациями, является членом Европейской ассоциации университетов, Ассоциации евразийских университетов, Ассоциации финно-угорских университетов.
УдГУ осуществляет международное сотрудничество в рамках международных соглашений с зарубежными вузами, международными организациями и посольствами зарубежных стран о международном сотрудничестве в научно-образовательной области. В рамках двухсторонних соглашений осуществляется академический обмен студентами с вузами Испании, Финляндии, р. Корея, Чехии, Германии, Польши, Италии.
Управление международных связей УдГУ координирует работу в рамках различных международных проектов, таких как TEMPUS, Erasmus Mundus Triple I, Erasmus Mundus Aurora.
Ежегодно более двухсот иностранных студентов, преподавателей и научных работников приезжают в УдГУ. Основной целью многих из них является изучение русского языка.
УдГУ работает в Государственной системе тестирования по РКИ с 2002 года, поэтому все желающие иностранные граждане могут пройти тестирование по русскому языку (ТРКИ) по любому из пяти уровней и получить соответствующий сертификат государственного образца. Также в УдГУ регулярно проводится тестирование по русскому языку для вступления в гражданство РФ и тестирование по русскому языку для трудовых мигрантов.

## Галерея
- Учебный корпус №1
- Учебный корпус №4 и №6
- Памятник А. С. Пушкину
- Университетская площадь
- Сквер им. А. С. Пушкина
- Учебный корпус №7
- Учебный корпус № 6
- Памятник М. В. Ломоносову